# Heinrich Spitta (Mediziner)
Heinrich Helmrich Ludwig Spitta (* 14. April 1799 in Hannover; † 20. Januar 1860 in Rostock) (Pseud.: Heinrich Sequanus) war ein deutscher Mediziner, Dichter und Übersetzer.
Seine Eltern waren Lebrecht Wilhelm Gottfried Spitta (* 1754 in Braunschweig; † 1805 in Hannover), Kaufmann und Sprachlehrer, und dessen Frau, Henriette Charlotte Frommen (* 1759 in Hannover; † 15. März 1847 ebenda). Seine Mutter war eine 1780 getaufte Jüdin, die vor der Taufe Rebekka Lehser (Löser?) hieß. Sein jüngerer Bruder war der Kirchenlieddichter Karl Johann Philipp Spitta (1801–1859).
Er ging in Hannover zum Gymnasium und besuchte anschließend das Collegium anatomico-chirogicum unter dem Leibchirurgen Christian Friedrich Stromeyer. Während des Sommerfeldzuges von 1815 diente er im Hannöverschen Generalhospital in Belgien unter Georg Ludwig Heinrich Karl Wedemeyer. Er studiert danach Medizin in Göttingen und erhielt dort 1818 den Preis der medizinischen Fakultät, anschließend wurde er Obergehilfe im Akademischen Krankenhaus unter Karl Himly. 1819 reiste er durch Deutschland und das nördliche Frankreich und verbrachte sechs Monate in Paris. Er habilitierte in Göttingen. Ab 1825 war er ordentlicher Professor der Medizin (Seuchenkunde und gerichtliche Medizin) an der Universität Rostock. und war 1828 und 1830 Dekan der medizinischen Fakultät und 1831 dann auch Rektor.

## Werke
Er schrieb bereits in seiner Ausbildung und veröffentlichte unter dem Pseudonym Heinrich Sequanus:
- 1819, Stunden der Feyer
- 1822, Der Graf von Essex, aus dem spanischen, von Juan de Matos Fragosos Digitalisat, original 1638 von Antonio Coello
- 1823,  Gedichte
- 1825, Sangbüchlein der Liebe für Jungfrauen